# 230 Athamantis
230 Athamantis eller 1949 WG är en stor asteroid i huvudbältet som upptäcktes den 3 september 1882 av den tysk-österrikiske astronomen Leo de Ball. Den fick senare namn efter Helle, som också kallas Athamantis, i den grekiska mytologin, som är dotter till kung Athamas och molngudinnan Nefele.
Athamantis senaste periheliepassage skedde den 30 september 2022. Dess rotationstid har beräknats till 24,01 timmar. Asteroiden har uppmätts till diametern 108,99 kilometer.